# Приватизация в Азербайджане
Приватизация в Азербайджане — процесс передачи ряда собственности Азербайджанской Республики в частную собственность, посредством принятого в государстве закона.

## Подготовительный этап
В результате обретения независимости, после распада Советского Союза, Азербайджанская Республика нуждалась в развитии экономики для выхода из кризисного положения.
Одним из первых шагов к осуществлению реформ явилось обращение Гейдара Алиева к парламенту страны 30 июня 1995 года, которое послужило началом приватизации государственного имущества.
Процесс приватизации в Азербайджане можно разделить на 3 этапа:
- Выявление подходящей модели и механизма приватизации

- Подготовка всего комплекса существующих норм и основ, посредством которых возможен переход к приватизации
- Осуществление процесса приватизации

С момента начала приватизации в 1996 году по 2003 год одна треть приватизаций приходилась на долю малых предприятий и доход в государственный бюджет в целом составил порядка 200 млн долл.. С 1999 года начался этап привлечения средних и крупных предприятий на приватизацию. К 2000 году 70 % от структуры предприятий перешло к частным лицам.

## Приватизация жилищного фонда
До распада Советского Союза, частная собственность не допускалась. Согласно 1 статье Закона «О приватизации жилищного фонда в Азербайджанской Республике», от 26 января 1993 года, «Граждане Азербайджанской Республики, а также лица без гражданства, заключившие договор о найме жилого помещения с собственником государственного или общественного жилищного фонда, имеют право безвозмездно перевести занимаемые ими жилые помещения (дома) в частную собственность по условиям и в порядке, установленным настоящим Законом». Данный закон является первым этапом по созданию приватизации.

## Приватизация земли
Согласно 14 Статье «Земельного кодекса Азербайджанской Республики», граждане и юридические лица могут выкупить земельные участки, предназначенные для производства сельскохозяйственной продукции, согласно Закону «О земельной реформе», от приватизированных земель совхозов и колхозов.
Согласно 49 Статье «Земельного кодекса Азербайджанской Республики», право частной собственности на землю возникает на основании приватизации.

## Приватизация государственного имущества

### I Государственная программа
В рамках первой «Государственной программы приватизации государственной собственности в Азербайджанской Республике в 1995—1998 годах» под руководством Гейдара Алиева, в обращение были выпущены приватизационные паи и создана нормативно-правовая база для льготного участия, позволяющая трудовым коллективам принять участие в приватизации имущества. Согласно реформам, с 1996 года Президентом Азербайджана были подписаны указы об упразднении 30 министерств, компаний и концернов. Данные объекты были объявлены свободными для приватизации.
Принятие данного Закона послужило развитию экономики и появлению широкой прослойки предпринимателей.

### II Государственная программа
Позднее, в 2001 году была принята «II Государственная программа приватизации государственного имущества в Азербайджанской Республике». Целью данной программы являлось:
- Осуществление приватизации в соответствии с требованиями Закона о приватизации.
- Повышение уровня экономики посредством создания здоровой конкуренции.
- Увеличение количества частных собственников.
- Привлечение иностранных инвестиций.
- Завершение приватизации объектов выставленных с момента принятия I Государственной программы.

## Дополнительные меры
19 мая 2016 года Президентом Азербайджана Ильхамом Алиевым бал принят Указ «О дополнительных мерах в области усовершенствования процесса приватизации государственного имущества». Целью данного Указа являлось усовершенствование существующей модели, представлении нового государственного имущества для приватизации, а также в кратчайший срок передача на приватизацию ранее утверждённых объектов.

## Участие иностранного капитала
Одной из мер, применённых для развития экономики страны, являлось привлечение иностранного капитала. В рамках программы приватизации были созданы условия для приватизации имущества со стороны иностранных частных и юридических лиц, на определённых условиях. Согласно поставленным ограничениям Государство имеет право на сохранение за собой 51 % (контрольный пакет) или 25,5 акций с правом голоса.

## Результаты приватизации
Процесс приватизации оказал следующие виды эффектов:
- Формирование конкурентного, свободного рынка предотвратило развитие монополий, что, оказало положительный эффект на либерализацию рынка.
- Появление идеологического эффекта, заключающегося в восприятии обществом наличия института собственности.
- Показатель 80 % ВВП приходящегося на частный сектор, говорит об экономическом эффекте.

По словам председателя Государственного комитета по вопросам имущества Керема Гасанова, на сегодняшний день прибыль, от приватизации государственной собственности в бюджет страны, составляет 1,1 миллиард манатов. В его докладе на форуме «10 лет приватизации в Азербайджане: достижения и перспективы», говорится о передачи на протяжении всего периода существования приватизации, порядка 35 тысяч малых предприятий, более 1500 крупных предприятий. Около 400 тысяч граждан обеспечено работой, а также более 1 миллиону человек приватизация принесла пользу.